# Korrika

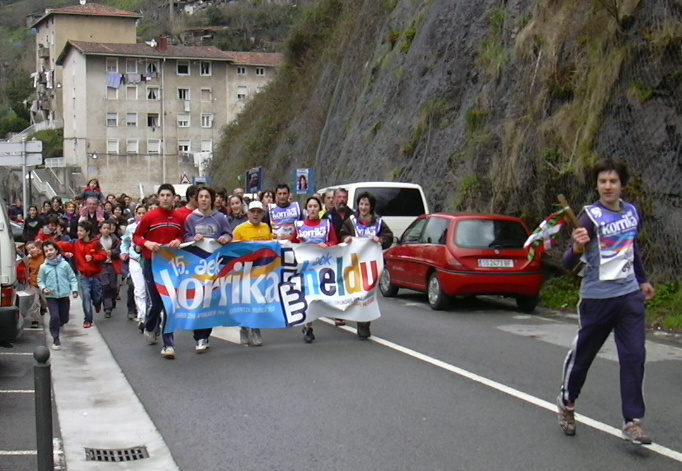

Korrika (baskiska för springa) är ett uppvisningslopp som hålls vartannat år i Baskien för att uppmuntra, stödja och sprida det baskiska språket och samla in pengar till organisationen Alfabetatze Euskalduntze Koordinakundea (AEK), som bedriver språkundervisning och verkar för baskiskans fortlevnad, tillika initiativtagare till detta lopp. Det är en av de största demonstrationerna i världen för ett språk, med ett långt lopp som pågår dag och natt utan avbrott i 11 dagar.
Våren 2017 hölls loppets tjugonde upplaga, över en distans på 2 557 kilometer.